# Donte Gamble
Donte Gamble (Los Angeles, 14 luglio 1978) è un ex giocatore di football americano statunitense che ha giocato come defensive back.
Dopo aver giocato per la squadra universitaria dei San Diego State Aztecs ha firmato nel 2002 con i canadesi Calgary Stampeders; tagliato alla fine dell'offseason, si è trasferito ai Peoria Pirates, per poi tornare in Canada agli Ottawa Renegades; nel 2004 ha giocato per una stagione ai Sioux City Bandits ed è tornato in attività nel 2013 in una lega locale ai California Tide.

## Famiglia
Suo nipote Samajie Grant ha giocato a football americano e canadese in squadre di CFL e X-League.